# Torre de Cárdenas
La torre d'Iván Cárdenas és una torre de guaita que està situada als afores de la ciutat d'Almeria, limitant amb el municipi veí de Huércal d'Almeria, província d'Almeria, Espanya.

## Història
Va ser construïda per I. Cárdenas al segle xvi i es troba en bon estat de conservació, després d'una restauració. Dona nom al barri d'Almeria i a l'hospital del Servei Andalús de Salut del mateix nom. Apareix a l'escut del municipi de Huércal d'Almeria.

## Protecció
Es troba sota la protecció de la Declaració genèrica del Decret de 22 d'abril de 1949 i la Llei 16/1985 de 25 de juny (BOE número 155 de 29 de juny de 1985) sobre el Patrimoni Històric Espanyol. La Junta d'Andalusia va atorgar un reconeixement especial als castells de la Comunitat Autònoma d'Andalusia el 1993. És Bé d'Interès Cultural des de 1993.